# Brian Gascoigne
Brian Gascoigne (* 16. Juni 1943 in Much Wenlock, Shropshire) ist ein britischer Komponist, Arrangeur und Keyboarder. Er schuf einige musikalische Werke für das britische Kino der 1970er- und 1980er-Jahre. Darunter Kompositionen für Filme wie Unter dem Milchwald, Phase IV oder Der Smaragdwald.

## Leben und Karriere
Brian Alvary Gascoigne wurde 1943 in Much Wenlock in der Grafschaft Shropshire geboren. Bereits früh spielte er Klavier. Brian wurde in den 1960er Jahren klassisch ausgebildet an der University of Cambridge und gewann schon in der Schule Musikpreise. Mit seiner Vorliebe für Jazz studierte er später an der Berklee School of Music in den USA. Dort machte er die Bekanntschaft des japanischen Perkussionisten Stomu Yamashta, der ihn zum Synthesizer brachte und mit dem er einige musikalische Projekte zusammen realisierte.
Bereits 1963 hatte sich Brian Gascoigne auch der Filmmusik zugewandt und komponierte dort die Musik für Kurz- und Dokumentarfilme sowie Kinofilme oder Episoden von Fernsehserien. Für Schriftsteller und Regisseur Andrew Sinclair schrieb er 1970 für dessen Film The Breaking Of Bumbo seine erste Filmmusik für die große Leinwand. In den frühen 1970er Jahren folgten dann weitere Filmaufträge für Filme wie Unter dem Milchwald mit Richard Burton und Peter O’Toole oder der avantgardistischen Science-Fiction-Produktion von Saul Bass Phase IV mit Nigel Davenport. Als Mitte der 1970er Jahre die Aufträge in der britischen Filmindustrie rarer wurden, konzentrierte er seine Karriere überwiegend auf Pop-Arrangements. 1982 betreute er Andrew Sinclairs Kinofilm Tuxedo Warrior mit John Wyman und Carol Royle. 1985 komponierte er schließlich die Musik für Hugh Brodys Filmdrama Nineteen Nineteen mit Paul Scofield und Maria Schell in den Hauptrollen. 1986 wurde er zusammen mit dem Komponisten Junior Homrich für seine Komposition zum Filmdrama Der Smaragdwald von Regisseur John Boorman mit einer British-Academy-Film-Award-Nominierung geehrt. Für Regisseur Colin Finbow entstand 1988 für den Horrorfilm Under the Bed seine letzte Filmmusik für das britische Kino.
Für das im April 1991 veröffentlichte Album der englischen Formation Rain Tree Crow übernahm Gascoigne für ein Stück die Orchestration. Das Album gilt als das Reunion-Projekt der New Wave Band Japan.

## Auszeichnungen
BAFTA Film Award
- 1986: British-Academy-Film-Award-Nominierung in der Kategorie Best Score für Der Smaragdwald zusammen mit Junior Homrich

## Filmografie (Auswahl)

### Kino
- 1970: The Breaking of Bumbo
- 1971: Unter dem Milchwald (Under Milk Wood)
- 1973: Mally’s Bucht (Malachi's Cove)
- 1974: Phase IV
- 1974: Der Lord, der ein Diener sein wollte (Blue Blood)
- 1982: Tuxedo Warrior
- 1985: Nineteen Nineteen
- 1985: Der Smaragdwald (The Emerald Forest)
- 1988: Under the Bed

### Fernsehen
- 1995: Stick with Me, Kid (Fernsehserie, 10 Episoden)

### Kurzfilme oder Dokumentarfilme
- 1963: Duet (Kurzfilm)
- 1987: Eli Jiménez (Kurzdokumentarfilm)
- 1989: Survival (Fernsehdokumentarserie, 1 Episode)
- 2001: Equinox (Fernsehdokumentarserie, 1 Episode)
- 2003: Nova (Fernsehdokumentarserie, 1 Episode)
- 2009: Understanding High Blood Pressure (Videodokumentarfilm)